# Michailowka
Michailowka (russisch Миха́йловка, deutscher Name: Zug) ist eine Stadt und Rajonverwaltungszentrum mit 59.132 Einwohnern (Stand 14. Oktober 2010) in der Oblast Wolgograd (Russland).

## Geografie
Die Stadt liegt rund 200 km nordwestlich der Gebietshauptstadt Wolgograd am rechten Ufer des Don-Nebenflusses Medwediza.

## Geschichte
Der Ort entstand 1762 zunächst als ein kleines Landgut. Es trug den deutschen Namen Zug. Der daraus entstandene Stadtteil ist heute Yastrebovka.  Über Jahrhunderte wurde hier vor allem Landwirtschaft betrieben. Diesen Namen erhielt die 1870 eröffnete nahegelegene Bahnstation, die bis heute so heißt. Ein nahes Dorf trug den Namen Michailowka. Ende des 19. Jahrhunderts wuchsen das Dorf und die Stationssiedlung als Michailowka allmählich zusammen. 1928 wurde der Ort Verwaltungszentrum eines Rajons.
Von 1934 bis zur Verleihung des Stadtrechts 1948 besaß der Ort den Status einer Siedlung städtischen Typs.

### Bevölkerungsentwicklung
| Jahr | Einwohner |
| ---- | --------- |
| 1939 | 17.741    |
| 1959 | 34.984    |
| 1970 | 49.797    |
| 1979 | 58.193    |
| 1989 | 58.323    |
| 2002 | 60.034    |
| 2010 | 59.132    |

Anmerkung: Volkszählungsdaten

## Wirtschaft und Infrastruktur
Außer Landwirtschaft gibt es im Ort in geringerem Maße Industrie: drei Nahrungsmittelfabriken, eine Zementfabrik und ein Motorenwerk.
In Michailowka gibt es einen Campus der Universität Wolgograd.
Der Ort ist an die Fernstraße M6 angebunden und hat darüber hinaus einen Bahnhof mit Verbindungen nach Wolgograd, Lipezk und in andere Städte.

## Söhne und Töchter der Stadt
- Alexander Dornhof (1891–1937), wolgadeutscher katholischer Märtyrer und Opfer des Stalinismus
- Alexander Toptschijew (1907–1962), sowjetischer Petrochemiker